# Arocatus rusticus
Arocatus rusticus är en insektsart som först beskrevs av Carl Stål 1866.  Arocatus rusticus ingår i släktet Arocatus och familjen fröskinnbaggar. Inga underarter finns listade i Catalogue of Life.

## Bildgalleri

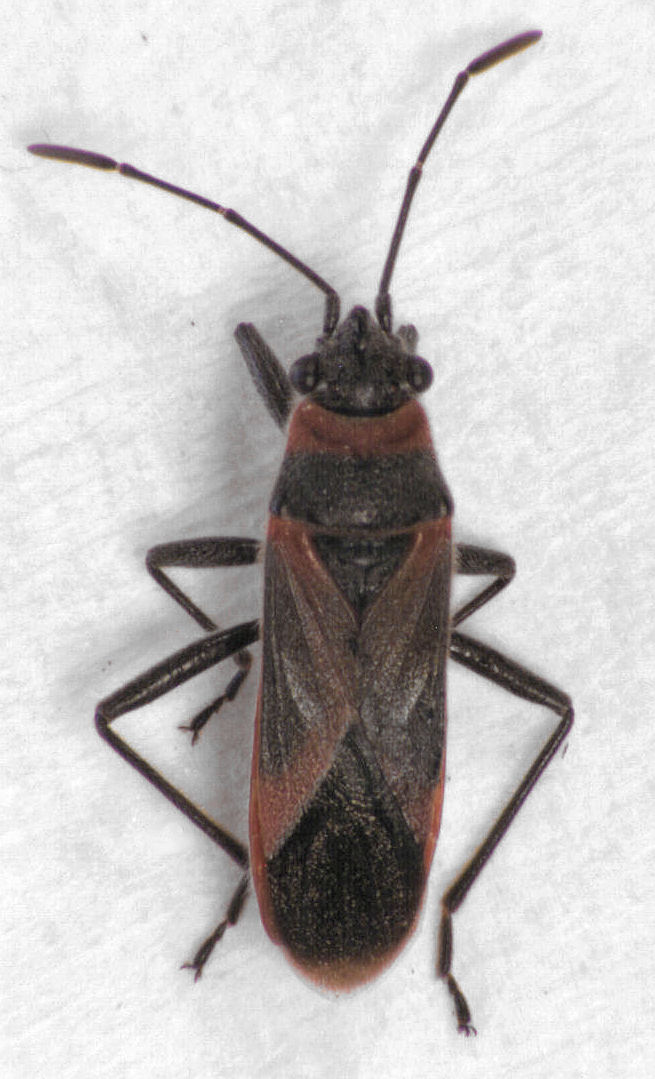